# Nebria
Nebria is een geslacht van kevers uit de familie van de loopkevers (Carabidae). De wetenschappelijke naam van het geslacht is voor het eerst geldig gepubliceerd in 1802 door Latreille.

## Soorten
Het geslacht Nebria omvat de volgende soorten:
- Nebria aborana Andrewes, 1925
- Nebria acuta Lindroth, 1961
- Nebria adjarica Shilenkov, 1983
- Nebria aenea Gebler, 1825
- Nebria aetolica Apfelbeck, 1901
- Nebria agilis Ledoux et Roux, 1996
- Nebria alpicola Motschulsky, 1865
- Nebria altaica Gebler, 1847
- Nebria altisierrae Kavanaugh, 1984
- Nebria amabilis Ledoux, Roux et Sawada, 1991
- Nebria ambigua Glasunov, 1902
- Nebria andalusia Rambur, 1837
- Nebria andarensis Bolivar y Pieltain, 1923
- Nebria angustata Dejean, 1831
- Nebria angusticollis Bonelli, 1810
- Nebria angustula Motschulsky, 1866
- Nebria appalachia Darlington, 1931
- Nebria apuana Busi et Rivalta, 1980
- Nebria araschinica Reitter, 1892
- Nebria arcensis Ledoux et Roux, 1990
- Nebria archastoides Ledoux et Roux, 1997
- Nebria arinae Dudko et Shilenkov, 2001
- Nebria arkansana Casey, 1913
- Nebria armata Ledoux et Roux, 1999
- Nebria assidua Huber & Schmidt, 2009
- Nebria asturiensis Bruneau de Mire, 1964
- Nebria atlantica Oberthur, 1883
- Nebria atrata Dejean, 1826
- Nebria attemsi Apfelbeck, 1908
- Nebria augustini Ledoux et Roux, 2000
- Nebria austriaca Ganglbauer, 1889
- Nebria baenningeri Dudko et Shilenkov, 2001
- Nebria baicalica Motschulsky, 1844
- Nebria baicalopacifica Dudko et Shilenkov, 2006
- Nebria banksi Crotch, 1871
- Nebria barbata Andrewes, 1929
- Nebria bargusinica Shilenkov, 1999
- Nebria bellorum Kavanaugh, 1979
- Nebria belloti Franz, 1954
- Nebria biseriata Lutshnik, 1915
- Nebria bissenica Bielz, 1887
- Nebria bodpaica Ledoux et Roux, 1998
- Nebria boiteli Alluaud, 1932
- Nebria bonellii M.F. Adams, 1817
- Nebria boschi Winkler, 1949
- Nebria bosnica Ganglbauer, 1889
- Nebria bousqueti Ledoux et Roux, 1993
- Nebria bremii Germar, 1831
- Nebria brevicollis Fabricius, 1792
- Nebria businskyorum Ledoux et Roux, 1997
- Nebria calva Kavanaugh, 1984
- Nebria cameroni Andrewes, 1925
- Nebria campbelli Kavanaugh, 1984
- Nebria capillosa Ledoux et Roux, 1992
- Nebria carbonaria Eschscholtz, 1829
- Nebria carri Kavanaugh, 1979
- Nebria castanea Bonelli, 1810
- Nebria catenata Casey, 1913
- Nebria catenulata Fischer von Waldheim, 1820
- Nebria cathaica Sciaky et Pavesi, 1994
- Nebria caucasica Menetries, 1832
- Nebria cavazzutii Ledoux et Roux, 2005
- Nebria celata Ledoux et Roux, 1999
- Nebria chalecola Bates, 1883
- Nebria changbaiensis Kavanaugh & Liang, 2010
- Nebria charlottae Lindroth, 1961
- Nebria chasli Fairmaire, 1886
- Nebria chelmosensis Maran, 1944
- Nebria chinensis Bates, 1872
- Nebria chitralensis Shilenkov et Heinz, 1988
- Nebria christinae Huber & Schmidt, 2007
- Nebria cinctella Andrewes, 1925
- Nebria civilis Ledoux et Roux, 1998
- Nebria coiffaiti Ledoux, 1983
- Nebria commixta Chaudoir, 1850
- Nebria compacta Ledoux et Roux, 1999
- Nebria complanata Linne, 1767
- Nebria composita Ledoux et Roux, 1993
- Nebria conjuncta Ledoux et Roux, 1996
- Nebria cordicollis Chaudoir, 1837
- Nebria coreica Solsky, 1875
- Nebria coruscans Ledoux et Roux, 2005
- Nebria crassicornis Van Dyke, 1925
- Nebria currax Wollaston, 1864
- Nebria cursitans Ledoux et Roux, 1998
- Nebria dahilii Duftschmid, 1812
- Nebria daisetsuzana Ueno, 1952
- Nebria danmanni Kavanaugh, 1981
- Nebria darlingtoni Kavanaugh, 1979
- Nebria davatchii Morvan, 1974
- Nebria decatrai Ledoux et Roux, 1996
- Nebria dejeanii Dejean, 1826
- Nebria delectabilis Ledoux et Roux, 1995
- Nebria delineata Ledoux et Roux, 1998
- Nebria derkraatzi Oberthur, 1883
- Nebria desgodinsi Oberthur, 1883
- Nebria desolata Kavanaugh, 1971
- Nebria deuveiana Ledoux et Roux, 1990
- Nebria diaphana K. Daniel et J. Daniel, 1890
- Nebria dilatata Dejean, 1831
- Nebria diversa LeConte, 1863
- Nebria djakonovi Semenov et Znojko, 1928
- Nebria dolicapax Ledoux et Roux, 1992
- Nebria elbursiaca B. Bodemeyer, 1927
- Nebria elegans Andrewes, 1925
- Nebria elliptipennis Bates, 1874
- Nebria eschscholtzi Menetries, 1844
- Nebria eugeniae K. Daniel, 1903
- Nebria exul Peyerimhoff, 1910
- Nebria fageticola Huber & Marggi, 2009
- Nebria fairmairei Ledoux et Roux, 1992
- Nebria faldermanni Menetries, 1832
- Nebria fallaciosa Ledoux et Roux, 1992
- Nebria fasciatopunctata L. Miller, 1850
- Nebria femoralis Chaudoir, 1843
- Nebria ferganensis Shilenkov, 1982
- Nebria finissima Ledoux et Roux, 1990
- Nebria fischeri Faldermann, 1836
- Nebria flexuosa Ledoux et Roux, 1995
- Nebria fongondi Ledoux, 1981
- Nebria fontinalis fontinalis K. Daniel et J. Daniel, 1890
- Nebria formosana Habu, 1972
- Nebria frigida R.F. Sahlberg, 1844
- Nebria fulgida Gebler, 1847
- Nebria fulviventris Bassi, 1834
- Nebria funerea Ledoux et Roux, 1992
- Nebria fuscipes Fuss, 1850
- Nebria gagates Bonelli, 1810
- Nebria ganeshi Ledoux, 1984
- Nebria ganglbaueri Apfelbeck, 1905
- Nebria gebleri Dejean, 1831
- Nebria gemina Ledoux, Roux et Wrase, 1996
- Nebria genei Gene, 1839
- Nebria germarii Heer, 1837
- Nebria gibbulosa Motschulsky, 1860
- Nebria glacilicola Ledoux et Roux, 2001
- Nebria globulosa Ledoux et Roux, 1996
- Nebria gosteliae Huber, 2010
- Nebria gotschii Chaudoir, 1846
- Nebria gouleti Kavanaugh, 1979
- Nebria gratiosa Ledoux et Roux, 1998
- Nebria gregaria Fischer von Waldheim, 1822
- Nebria grombczewskii Semenov, 1891
- Nebria grumi Glasunov, 1902
- Nebria guttulata Ledoux et Roux, 2000
- Nebria gyllenhali (Schonherr, 1806)
- Nebria haberhaueri Heyden, 1889
- Nebria haida Kavanaugh, 1984
- Nebria heegeri Dejean, 1826
- Nebria helianta Ledoux et Roux, 2001
- Nebria hellwigii Panzer, 1803
- Nebria hemprichi Klug, 1832
- Nebria heydenii Dejean, 1831
- Nebria hiekei Shilenkov, 1982
- Nebria hikosana Habu, 1956
- Nebria himalayica Bates, 1889
- Nebria hollandei Ledoux et Roux, 1993
- Nebria holtzi K. Daniel, 1903
- Nebria holzunensis Dudko et Shilenkov, 2006
- Nebria hudsonica LeConte, 1863
- Nebria hybrida Rottenberg, 1874
- Nebria ingens Horn, 1870
- Nebria irregularis Jedlicka, 1965
- Nebria irrorata Ledoux et Roux, 1995
- Nebria janschneideri Ledoux et Roux, 1999
- Nebria jarrigei Ledoux et Roux, 1991
- Nebria jeffreyi Kavanaugh, 1984
- Nebria jockischii Sturm, 1815
- Nebria jugosa Ledoux et Roux, 1998
- Nebria kabakovi Shilenkov, 1982
- Nebria kaszabi Shilenkov, 1982
- Nebria kerzhneri Shilenkov, 1982
- Nebria kincaidi Schwarz, 1900
- Nebria kirgisica Shilenkov, 1982
- Nebria klapperichi Banninger, 1955
- Nebria kocheri Verdier, 1953
- Nebria komarovi Semenov & Znojko, 1928
- Nebria korgei Jedlicka, 1965
- Nebria kratteri Dejean, 1831
- Nebria kryzhanovskii Shilenkov, 1982
- Nebria kubaniana Ledoux et Roux, 1998
- Nebria kumgangi Shilenkov, 1983
- Nebria kurentzovi Lafer, 1989
- Nebria kurosawai Nakane, 1960
- Nebria kyushuensis Habu, 1958
- Nebria labontei Kavanaugh, 1984
- Nebria lacustris Casey, 1913
- Nebria laevistriata Ledoux et Roux, 1998
- Nebria lafresnayei Audinet-Serville, 1821
- Nebria lareyniei Fairmaire, 1858
- Nebria lariollei Germiny, 1865
- Nebria laticollis Dejean, 1826
- Nebria latior Ledoux et Roux, 1992
- Nebria lenis Ledoux et Roux, 1995
- Nebria leonensis Assmann, Wrase et Zaballos, 2000
- Nebria lewisi Bates, 1874
- Nebria liae Ledoux & Roux, 2007
- Nebria ligurica K. Daniel, 1903
- Nebria limbigera Solsky, 1874
- Nebria lituyae Kavanaugh, 1979
- Nebria livida Linne, 1758
- Nebria lombarda K. Daniel et J. Daniel, 1890
- Nebria longilingua Ledoux et Roux, 1991
- Nebria louisae Kavanaugh, 1984
- Nebria lucidissima Sciaky et Pavesi, 1994
- Nebria lucifer Ledoux et Roux, 1998
- Nebria lyelli Van Dyke, 1925
- Nebria lyubechanskii Dudko, 2008
- Nebria macedonica Maran, 1938
- Nebria macrodera K. Daniel, 1903
- Nebria macrogona Bates, 1873
- Nebria mandibalaris Bates, 1872
- Nebria mannerheimi Fischer von Waldheim, 1828
- Nebria marginata Ledoux et Roux, 1995
- Nebria maritima Jeanne, 1976
- Nebria masrina Andrewes, 1924
- Nebria mathildae Ledoux et Roux, 2001
- Nebria meanyi Van Dyke, 1925
- Nebria medvedevi Shilenkov, 1982
- Nebria mellyi Gebler, 1847
- Nebria memorabilis Ledoux et Roux, 1992
- Nebria merditana Apfelbeck, 1906
- Nebria merkliana Apfelbeck, 1904
- Nebria metallica Fischer von Waldheim, 1822
- Nebria meurguesae Ledoux, 1985
- Nebria micans Ledoux et Roux, 1998
- Nebria microphthalma Ledoux et Roux, 1998
- Nebria mirabilis Ledoux et Roux, 1990
- Nebria mniszechii Chaudoir, 1854
- Nebria molendai Huber & Schmidt, 2007
- Nebria morula K Daniel et J. Daniel, 1891
- Nebria motschulskyi Chaudoir, 1846
- Nebria mucronata Ledoux et Roux, 1999
- Nebria murzini Ledoux et Roux, 2000
- Nebria nana Ledoux et Roux, 1996
- Nebria nanshanica Shilenkov, 1982
- Nebria nataliae Kabak et Putchkov, 1996
- Nebria navajo Kavanaugh, 1979
- Nebria negrei Ledoux et Roux, 1992
- Nebria nigerrima Chaudoir, 1846
- Nebria nigricans Ledoux et Roux, 2000
- Nebria niitakana Kano, 1930
- Nebria nivalis (Paykull, 1798)
- Nebria noristanensis Ledoux, 1985
- Nebria nudicollis Peyerimhoff, 1911
- Nebria oberthueri Ledoux et Roux, 1991
- Nebria obliqua LeConte, 1866
- Nebria ochotica R.F. Sahlberg, 1844
- Nebria olivieri Dejean, 1826
- Nebria olympica Maran, 1938
- Nebria oramarensis Shilenkov et Heinz, 1984
- Nebria orestias Andrewes, 1932
- Nebria orientalis Banninger, 1949
- Nebria orsinii A. Villa et C.B. Villa, 1838
- Nebria ovipennis LeConte, 1878
- Nebria oxyptera K. Daniel et J. Daniel, 1904
- Nebria pallipes Say, 1823
- Nebria panshiri Ledoux et Roux, 1997
- Nebria paradisi Darlington, 1931
- Nebria parvula Ledoux et Roux, 1995
- Nebria parvulissima Ledoux et Roux, 1998
- Nebria patruelis Chaudoir, 1846
- Nebria pawlowskii Shilenkov, 1983
- Nebria pazi Seidlitz, 1867
- Nebria pektusanica Horvatovich, 1973
- Nebria pennisii Magrini, 1987
- Nebria perlonga Heyden, 1885
- Nebria pertinax Huber & Schmidt, 2009
- Nebria peyerimhoffi Alluaud, 1923
- Nebria pharina Andrewes, 1929
- Nebria picea Dejean, 1826
- Nebria picicornis Fabricius, 1801
- Nebria picta Semenov, 1891
- Nebria pictiventris Fauvel, 1888
- Nebria pindarica Andrewes, 1925
- Nebria piperi Van Dyke, 1925
- Nebria piute Erwin et Ball, 1972
- Nebria plagiata Banninger, 1923
- Nebria plicata Ledoux et Roux, 1992
- Nebria polita Ledoux, 1989
- Nebria pontica Ledoux et Roux, 1990
- Nebria poplii Ledoux, 1984
- Nebria posthuma K. Daniel et J. Daniel, 1891
- Nebria praedicta Kavanaugh & Schoville, 2009
- Nebria praelonga Ledoux, 1985
- Nebria przewalskii Semenov, 1889
- Nebria psammodes (P. Rossi, 1792)
- Nebria psammophila Solsky, 1874
- Nebria puella Ledoux et Roux, 1998
- Nebria pulcherrima Bates, 1873
- Nebria pulchrior Maindron, 1906
- Nebria punctatostriata Schaufuss, 1876
- Nebria purpurata LeConte, 1878
- Nebria pusilla Ueno, 1955
- Nebria quezeli Verdier, 1953
- Nebria raetzeri Banninger, 1932
- Nebria rasa Andrewes, 1936
- Nebria reflexa Bates, 1883
- Nebria reichii Dejean, 1826
- Nebria reitteri Rybinski, 1902
- Nebria restricta Ledoux et Roux, 2005
- Nebria retrospinosa Heyden, 1885
- Nebria reymondi Antoine, 1951
- Nebria rhilensis J. Frivaldszky, 1879
- Nebria roborowskii Semenov, 1889
- Nebria roddi Dudko & Shilenkov, 2001
- Nebria rotundicollis Heinz et Ledoux, 1989
- Nebria rougemonti Ledoux et Roux, 1988
- Nebria rousseleti Ledoux et Roux, 1988
- Nebria rubicunda Quensel, 1806
- Nebria rubripes Audinet-Serville, 1821
- Nebria rubrofemorata Shilenkov, 1975
- Nebria sadona Bates, 1883
- Nebria saensoni Shilenkov et Dostal, 1983
- Nebria saeviens Bates, 1883
- Nebria sahlbergi Fischer von Waldheim, 1828
- Nebria sajana Dudko & Shilenkov, 2001
- Nebria sajanica Banninger, 1932
- Nebria salina Fairmaire et Laboulbene, 1854
- Nebria saurica Shilenlkov, 1976
- Nebria sawadai Nakane, 1979
- Nebria scaphelytra Kavanaugh et Shilenkov, 1996
- Nebria schawalleri Shilenkov, 1998
- Nebria schlegelmilchi M.F. Adams, 1817
- Nebria schrenckii Gebler, 1843
- Nebria schusteri Ganglbauer, 1889
- Nebria schwarzi Van Dyke, 1925
- Nebria sciakyi Ledoux et Roux, 1996
- Nebria semenoviana Shilenkov, 1976
- Nebria setosa Ledoux et Roux, 1995
- Nebria setulata Ledoux et Roux, 1995
- Nebria sevanenisis Shivenkov, 1983
- Nebria shatanica Ledoux et Roux, 2005
- Nebria shibanaii Ueno, 1955
- Nebria shirahatai Habu, 1947
- Nebria sierrablancae Kavanaugh, 1984
- Nebria sifanica Semenov et Znojko, 1928
- Nebria simplex Ledoux et Roux, 1996
- Nebria simulator Banninger, 1933
- Nebria simulatoria Ledoux et Roux, 1993
- Nebria sitiens Antoine, 1937
- Nebria snowi Bates, 1883
- Nebria sobrina Schaufuss, 1862
- Nebria sochondensis Shilenkov, 1999
- Nebria spatulata Van Dyke, 1925
- Nebria speiseri Ganglbauer, 1891
- Nebria sphaerithorax Ledoux et Roux, 1999
- Nebria spinosa Ledoux et Roux, 1995
- Nebria splendida Fischer von Waldheim, 1844
- Nebria stanislavi Dudko et Matalin, 2002
- Nebria steensensis Kavanaugh, 1984
- Nebria storkani Maran, 1939
- Nebria stricta Ledoux et Roux, 1991
- Nebria suavis Ledoux et Roux, 1996
- Nebria subaerea Banninger, 1921
- Nebria subdilatata Motschulsky, 1844
- Nebria sublivida Semenov, 1889
- Nebria suensoni Shilenkov et Dostal, 1983
- Nebria superna Andrewes, 1923
- Nebria suturalis LeConte, 1850
- Nebria suvorovi Shilenkov, 1976
- Nebria taketoi Habu, 1962
- Nebria talassica Shilenkov, 1982
- Nebria tangjelaenswis Shilenkov, 1998
- Nebria tatrica L. Miller, 1859
- Nebria taygetana Rottenberg, 1874
- Nebria tekesensis Ledoux et Roux, 2005
- Nebria tenella Motschulsky, 1850
- Nebria testacea Olivier, 1811
- Nebria tetungi Shilenkov, 1982
- Nebria thonitida Ledoux et Roux, 1990
- Nebria tiani Ledoux et Roux, 2003
- Nebria tibialis Bonelli, 1810
- Nebria torosa Ledoux, Roux et Sciaky, 1994
- Nebria transsylvanica Germar, 1824
- Nebria trifaria LeConte, 1878
- Nebria tristicula Reitter, 1888
- Nebria tschatkalica Kabak & Shilenkov, 2001
- Nebria turcica Chaudoir, 1843
- Nebria turmaduodecima Kavanaugh, 1981
- Nebria tyschkanica Kryzhanovskij et Shilenkov, 1976
- Nebria uenoiana Habu, 1972
- Nebria ultima Ledoux et Roux, 1998
- Nebria uluderensis Shilenkov et Heinz, 1984
- Nebria unguinosa Ledoux, Roux & Sciaky, 1994
- Nebria uralensis Glasunov, 1901
- Nebria valida Ledoux et Roux, 1996
- Nebria vandykei Banninger, 1928
- Nebria vanvolxemi Putzeys, 1874
- Nebria velebiticola Reitter, 1902
- Nebria verticalis Fischer von Waldheim, 1828
- Nebria vicina Ledoux et Roux, 1999
- Nebria virescens Horn, 1870
- Nebria viridipennis Reitter, 1885
- Nebria vladiae Ledoux et Roux, 2005
- Nebria vseteckai Maran, 1938
- Nebria vuillefroyi Chaudoir, 1866
- Nebria wallowae Kavanaugh, 1984
- Nebria walterheinzi Ledoux et Roux, 1990
- Nebria wraseiana Ledoux et Roux, 1996
- Nebria wutaishanensis Shilenkov et Dostal, 1983
- Nebria xanthacra Chaudoir, 1850
- Nebria yunnana Banninger, 1928
- Nebria zayula Andrewes, 1936
- Nebria zioni Van Dyke, 1943